# Foretold in the Language of Dreams
Foretold in the Language of Dreams è un album in studio pubblicato nel 2002 da Natacha Atlas e Marc Eagleton, accreditati con il nome di "The Natacha Atlas & Marc Eagleton Project". 

## Tracce
1. Etheric Messages
2. Dawn Bayati
3. Zitherbell
4. Sobek on the Prowl
5. Therapeutic Space
6. Simun
7. Power of Vibrations
8. Damascus
9. Yeranos
10. Meetings with Reconciliation
11. Solace